# Witkeeldwergcotinga
De witkeeldwergcotinga (Iodopleura isabellae) is een zangvogel uit de familie Tityridae. Deze vogel is genoemd naar de vrouw van de Franse natuuronderzoeker Eugène Thirion (1813-1879) die in 1846 de eerste exemplaren van deze soort heeft geschoten.

## Verspreiding en leefgebied
Deze soort komt voor in het Amazonegebied.

## Status
De grootte van de populatie is niet gekwantificeerd maar de soort wordt omschreven als schaars en met een versnipperde verspreiding. Op de Rode lijst van de IUCN heeft deze soort de status niet bedreigd.